# Antocha ophioglossa
Antocha ophioglossa är en tvåvingeart som beskrevs av Alexander 1954. Antocha ophioglossa ingår i släktet Antocha och familjen småharkrankar.
Artens utbredningsområde är Myanmar. Inga underarter finns listade i Catalogue of Life.